# Bürgermeisterei Neunkirchen (Siegkreis)
Die Bürgermeisterei Neunkirchen war eine der acht preußischen Bürgermeistereien im 1816 gebildeten Kreis Uckerath im Regierungsbezirk Köln. 1820 kam die Bürgermeisterei Neunkirchen zum Kreis Siegburg (1825 in Siegkreis umbenannt) und 1822 zur damals neu gebildeten Rheinprovinz. Der Verwaltungsbezirk der Bürgermeisterei Neunkirchen umfasste die beiden Gemeinden Neunkirchen und Seelscheid. 1927 wurde die Bürgermeisterei Neunkirchen in Amt Neunkirchen umbenannt.

## Geschichte
Das Verwaltungsgebiet der Bürgermeisterei Neunkirchen war bis zum Beginn des 19. Jahrhunderts Teil des Amtes Blankenberg im Herzogtum Berg, das 1806 im Zusammenhang mit der Bildung des Rheinbundes im Großherzogtum Berg aufging. Mit der Einführung der Munizipalverfassung durch die „Provinzial- und Gemeinde-Verwaltungsordnung für das Großherzogtum Berg“ vom 18. Dezember 1808 wurde durch Napoléon Bonaparte die Mairie Neunkirchen gebildet. Die Mairie gehörte zum Kanton Hennef, Arrondissement Mülheim am Rhein im Departement des Rheins.
Nach dem Ersten Weltkrieg wurde die Bürgermeisterei von alliierten Soldaten besetzt. Diese blieben bis zum 29. Januar 1926.
Aufgrund der Beschlüsse auf dem Wiener Kongress wurde 1815 der wesentliche Teil des Rheinlands dem Königreich Preußen zugeordnet. Unter der preußischen Verwaltung wurden 1816 Regierungsbezirke, Kreise und Bürgermeistereien sowie zugehörige Gemeinden gebildet. Die Bürgermeisterei Neunkirchen gehörte zunächst zum Kreis Uckerath im Regierungsbezirk Cöln. 1820 wurde der Kreis Uckerath aufgelöst und dem Kreis Siegburg (ab 1825 Siegkreis) zugeführt. Das Verwaltungsgebiet der Bürgermeisterei gehörte zunächst zur Provinz Jülich-Kleve-Berg, die 1822 mit der Provinz Großherzogtum Niederrhein zur Rheinprovinz zusammengefasst wurde.
Im Siegkreis bestanden die Bürgermeisterei bzw. ab 1928 das Amt Neunkirchen bis 1969 fort. Zum 1. Juli 1969 wurden die beiden Gemeinden Neunkirchen und Seelscheid durch das Bonn-Gesetz zur Gemeinde Neunkirchen-Seelscheid zusammengeschlossen, die Teil des neuen Rhein-Sieg-Kreises wurde. Das Amt Neunkirchen erlosch damit.

## Statistiken 19. Jahrhundert
Nach der „Topographisch-Statistischen Beschreibung der Königlich Preußischen Rheinprovinz“ aus dem Jahr 1830 gehörten zur Bürgermeisterei Neunkirchen zwei Dörfer, 26 Weiler, 53 einzeln stehende Höfe, 13 Mühlen sowie vier Kirchen und Kapellen. Weiterhin gab es sieben öffentliche Gebäude, 818 Privatwohnhäuser und 688 Scheunen und Ställe.
Im Jahr 1816 wurden in den zur Bürgermeisterei gehörenden Ortschaften insgesamt 4.175 Einwohner gezählt, 1825 waren es 4.433 Einwohner, 1828 waren es 4.520. Die Einwohner, jeweils 2.260 männliche und weibliche, gehörten drei Religionen an: 3.404 Einwohner gehörten dem katholischen, 1.108 dem evangelischen und acht dem jüdischen Glauben an.

## Infrastruktur 1910
Neben dem Bürgermeister Johann Larsonneur und drei Beigeordneten gab es 1910 einen Gemeinde-Rentmeister und einen Bürgermeistersekretäre und je zwei Gemeindevorsteher. Für die Ordnung sorgten ein Polizeibeamter und ein Gendarmeriewachtmeister.
Außerdem gab es in der Bürgermeisterei einen Arzt und vier Hebammen.
Neben einer Höheren Knabenschule verbunden mit Konvikt (Sexta bis Oberterzia) gab es in Neunkirchen sieben Volksschulen mit 13 Lehrern.
1910 gab es in Neunkirchen einen Fernsprechanschluss: Telefon 42 Amt Hennef. Diesen Anschluss teilten sich der Bürgermeister, der Direktor der höheren Schule und der Metzger Honnef.